# 539
539 (DXXXIX, na numeração romana) foi um ano comum do século VI do Calendário Juliano, da Era de Cristo, teve início a um Sábado e terminou também a um Sábado, e a sua letra dominical foi B (52 semanas).
| Ano completo                   |
| ------------------------------ |
| Ano comum com início ao sábado |

## Eventos
- sobe ao trono o Imperador Kimmei, no Japão.
- conquista de Roma aos ostrogodos por Belisário.

## Nascimentos
- Quilperico I rei da Nêustria.